# Miguel Urbano Rodrigues
Miguel Urbano Tavares Rodrigues (Moura, 2 de agosto de 1925 – Vila Nova de Gaia, 27 de maio de 2017) foi um jornalista e escritor português.

## Biografia
Foi redactor do Diário de Notícias entre 1949 e 1956, chefe de redacção do Diário Ilustrado (1956 e 1957), antes de se exilar no Brasil, onde foi editorialista principal de O Estado de S. Paulo (1957 a 1974) e editor internacional da revista brasileira Visão (1970 a 1974), ao mesmo tempo em que participava do Portugal Democrático, órgão dos antifascistas portugueses, publicado, entre 1956 e 1975, também em São Paulo.
Regressado a Portugal após a Revolução dos Cravos, foi chefe de redacção do Avante! em 1974 e 1975 e director de O Diário entre 1976 e 1985. Foi ainda assistente de História Contemporânea na Faculdade de Letras da Universidade de Lisboa (1974-75), presidente da Assembleia Municipal de Moura em 1977 e 1978, deputado à Assembleia da República pelo PCP - Partido Comunista Português entre 1990 e 1995 e deputado às Assembleias Parlamentares do Conselho da Europa e da União da Europa Ocidental, tendo sido membro da comissão política desta última. Tem colaborações publicadas em jornais e revistas de duas dezenas de países da América Latina e da Europa e é autor de mais de uma dezena de livros publicados em Portugal e no Brasil.
Miguel Urbano Rodrigues é filho de Urbano Rodrigues e irmão de Urbano Tavares Rodrigues.

## Livros publicados
- O Homem de Negro (conto), Lisboa, 1958
- Opções da Revolução na América Latina (ensaio), São Paulo, 1968
- Portugal, 43 Anos de Fascismo (em colaboração com Joaquim Barradas de Carvalho, Vítor Ramos, Augusto Aragão e Maria Antónia Fiadeiro), São Paulo, 1971
- Da Resistência à Revolução (textos políticos), Lisboa, 1975
- Revolução e Vida (textos políticos), Lisboa, 1977
- Do Fundo do Tempo (contos), Lisboa, 1979
- Polónia e Afeganistão (reportagens), Lisboa, 1983
- O Diário Acusa - 1000 Horas em Tribunal (depoimento), Lisboa, 1984
- Do Báltico aos Gelos Siberianos (em colaboração com João Alferes Gonçalves, José Goulão, Baptista-Bastos e Cipriano Ricardo), Lisboa, 1985
- Em Defesa do Socialismo (crónicas políticas, com Zillah Branco), Lisboa, 1990
- Nómadas e Sedentários na Ásia Central (ensaio) Porto, 1999
- Alva (romance) Porto, 2001
- O Tempo e o Espaço em Que Vivi - I - Procurando um Caminho (memórias) Porto, 2002
- O Tempo e o Espaço em Que Vivi - II - Revolução e Contra-revolução na América Latina (memórias) Porto, 2002
- Etna no Vendaval da Perestoika (romance) Porto, 2007
- Meditação descontínua sobre o envelhecimento (reflexão) Coimbra, Ed. Calendário, 2009
- A metamorfose de Efigénia (contos) Coimbra, Ed. Calendário, 2010

### Entrevistas
- «Entrevista ao programa Dia D da Sic Notícias»